# Sweet Sounds of Heaven
«Sweet Sounds of Heaven» —en español: «Dulces sonidos del cielo»— es una canción interpretada por la banda británica de rock The Rolling Stones con la cantante Lady Gaga, además de contar con la participación Stevie Wonder en su instrumentación. Fue escrita por Mick Jagger y Keith Richards, mientras que la producción estuvo a cargo de Andrew Watt. La canción combina los géneros rock, blues, soul y góspel, y se destaca por su poderosa interpretación vocal y su vibrante instrumentación. Fue lanzada a nivel mundial como sencillo el 28 de septiembre de 2023, en formatos de descarga digital y streaming, a través de Polydor Records. Posteriormente, el 13 de octubre de 2023, se publicó en vinilo de 10 pulgadas y CD.
La canción recibió elogios por parte de la crítica especializada, que resaltó tanto la producción como las interpretaciones vocales de los artistas. Asimismo, señalaron que «Sweet Sounds of Heaven» se encuentra entre los puntos más altos del catálogo de la banda. Como parte de la promoción, Los Stones interpretaron la canción junto a Gaga por primera vez el 19 de octubre de 2023 en el club Racket de Nueva York. La grabación de dicha presentación se lanzó en plataformas digitales y de streaming el 8 de diciembre del mismo año.

## Antecedentes y lanzamiento
La banda presentó «Sweet Sounds of Heaven» a través de una publicación de Instagram el 25 de septiembre de 2023, en donde se reproducía un breve fragmento de la pista, además de revelarse la fecha de lanzamiento. Una versión editada de 5:06 minutos fue subida oficialmente al canal de YouTube de la banda, el 28 de septiembre de 2023, acompañada por un video con la letra de la canción. El mismo día, el líder de la banda, Mick Jagger, ofreció una entrevista al canal de YouTube de Apple Music, para presentar el tema y hablar sobre el nuevo disco. Lady Gaga ya había compartido escenario con The Rolling Stones en el pasado. El 15 de diciembre de 2012, como parte de la gira 50 & Counting, se unieron para interpretar una versión del clásico de 1969 «Gimme Shelter», incluido en el álbum Let It Bleed.

## Grabación y producción
La canción, que engloba los géneros rock, blues, soul y góspel, fue grabada en vivo en Henson Recording Studios en Los Ángeles, California, en enero de 2023.  
 En una entrevista con Zane Lowe en Apple Music 1, Mick Jagger describió a Lady Gaga como «una cantante realmente genial» y añadió que «nunca antes la había oído cantar en ese estilo» al grabar «Sweet Sounds of Heaven». Jagger explicó: 

«Lo hicimos en vivo en el estudio, y fue una gran experiencia. Ella simplemente entró en el estudio y se animó, vio sus partes, encontró su camino y luego se volvió más segura. Después regresamos e hicimos algunas partes extra que no habíamos grabado ese día. Luego ordenamos un poco y estuvimos en la sala de sobregrabación, realmente cara a cara, ajustándolas mucho, las partes muy precisas, y luego siendo ligeramente competitivos y gritando».

Con una duración de 7 minutos y 22 segundos, es la canción más larga del álbum y el sencillo más extenso lanzado por el grupo desde «You Can't Always Get What You Want» en 1969.

## Recepción

### Comentarios de la crítica
«Sweet Sounds of Heaven» recibió la aclamación de la crítica, quienes destacaron las interpretaciones vocales de Mick Jagger y Lady Gaga, junto con la instrumentación y el peso emocional de la letra.
Neil McCormick, de The Telegraph, le otorgó una calificación perfecta de cinco estrellas, describiéndola como «lo mejor que han hecho en décadas». Resaltó que la banda se encuentra en «forma exultante» y calificó el tema como «una emocionante y edificante canción protogóspel que pertenece a los niveles más altos del catálogo de los Stones». Comparó su esencia filosófica con «You Can't Always Get What You Want», su profundidad con «Wild Horses» y su tono épico con «Sympathy for the Devil», asegurando que la pista muestra a los Stones «en todo su esplendor». En un análisis similar, la revista Consequence la definió como un «himno sorprendentemente emocional» y «una de las mejores canciones tardías que los Stones tienen para ofrecer». Destacaron que la interacción vocal entre Jagger y Gaga hace que la «extensa pista parezca pasar rápidamente en un instante».
Por su parte, la revista Rolling Stone describió «Sweet Sounds of Heaven» como un «viaje del alma que fluye libremente», con un marcado «ambiente góspel», mientras que American Songwriter la elogió como una canción «verdaderamente épica», destacándola como «prueba de que el rock and roll y la música soul pueden convivir en perfecta armonía». RTÉ la señaló como el punto culminante del álbum, afirmando que «estos son los Stones a la altura, una cadena montañosa cósmica de canción góspel que cuenta con quizá las mejores voces de Lady Gaga y el sorprendente trabajo en teclados y piano de Stevie Wonder, antiguo compañero de gira de la banda». Finalmente, The New York Times incluyó a «Sweet Sounds of Heaven» en su lista de las mejores canciones de 2023, ubicándola en el quinto lugar. En su reseña, destacaron cómo la canción crece hacia un gran final góspel, «con Jagger y Gaga incitándose mutuamente a alcanzar notas aún más poderosas».

## Presentaciones en vivo
Los Stones interpretaron la canción junto a Gaga por primera vez el 19 de octubre de 2023 durante su presentación en el club Racket de Nueva York. Gaga se unió a la banda en el escenario luciendo un brillante traje negro y rojo antes de protagonizar un «divino duelo de gritos» con Jagger durante la canción. Más tarde, el audio de dicha actuación fue lanzado en plataformas digitales y de streaming el 8 de diciembre.

## Posicionamiento en las listas

### Semanales
| Alemania (Offizielle Deutsche Charts)         | 84 |
| Canadá Digital Song Sales (Billboard)         | 19 |
| Estados Unidos Digital Song Sales (Billboard) | 29 |
| Estados Unidos Hot Rock & Alternative Songs   | 45 |
| Japón Japan Hot Overseas (Billboard Japan)    | 6  |
| Nueva Zelanda Hot Singles (RMNZ)              | 23 |
| Países Bajos (Mega Single Top 100)            | 86 |
| Países Bajos (Tipparade)                      | 18 |
| Reino Unido (UK Download Chart)               | 15 |
| Reino Unido UK Singles Sales (OCC)            | 2  |
| Suiza (Schweizer Hitparade)                   | 72 |

## Historial de lanzamientos
| País   | Fecha                    | Formato                     | Discográfica    | Ref.          |
| ------ | ------------------------ | --------------------------- | --------------- | ------------- |
| Mundo  | 28 de septiembre de 2023 | Descarga digital, streaming | Polydor Records | [ 29 ]        |
| Italia | 28 de septiembre de 2023 | Radio                       | Capitol Records | [ 30 ]        |
| Mundo  | 13 de octubre de 2023    | Vinilo de 10", CD           | Polydor Records | [ 31 ] [ 32 ] |

## Créditos y personal
| - Mick Jagger: voz - Keith Richards: guitarra - Ron Wood: guitarra - Lady Gaga: voz - Andrew Watt: producción | - Stevie Wonder: teclados - Matt Clifford: teclados - Darryl Jones: bajo - Steve Jordan: batería - Matt Colton: masterización |

Fuente: Discogs.